# تاكيشي كانيكو
تاكيشي كانيكو (باليابانية: 金子丈؛ بالكانا: かねこ たけし) هو لاعب كرة قاعدة ياباني، ولد في 25 فبراير 1993 في إباراكي في اليابان.

## روابط خارجية
- تاكيشي كانيكو على موقع الدوري الياباني لكرة القاعدة (الإنجليزية)